# Sousoudata

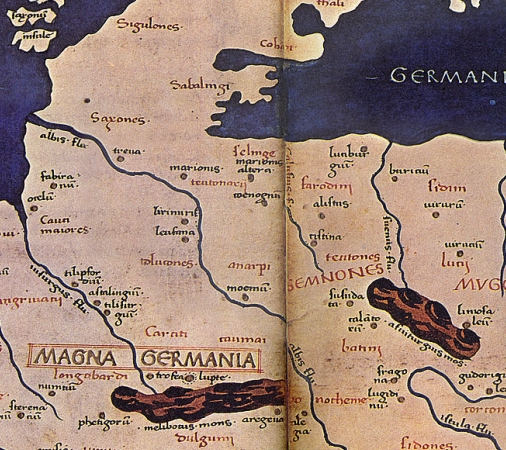
Lage von Susudata im Atlas des Ptolemäus

Susudata (Σουσουδάτα) ist ein Ortsname, der im  von Ptolemäus um das Jahr 150 erstellten Atlas Geographia erwähnt wird. Abgeleitet ist das Wort vom germanischen Begriff „susutin“, Saulache.
Bisher konnte der Ort nicht sicher lokalisiert werden. Man tippte auf die Umgegend Berlins, wie das südlich gelegene Zossen.
Ein Forscherteam um Andreas Kleineberg, das die Angaben von Ptolemäus neu untersuchte, lokalisierte den Ort auf das Gebiet des heutigen Fürstenwalde in Brandenburg.